# Léon Delpech
Léon Delpech, né le 13 août 2002 à Bordeaux en France, est un footballeur français. Il évolue au poste de milieu de terrain.

## Biographie
Il évolue au poste de milieu de terrain à ses débuts avec les professionnels du Nîmes Olympique.

## Statistiques
| Saison                | Club                  | Championnat           | Championnat | Championnat | Coupe(s) nationale(s) | Coupe(s) nationale(s) | Total | Total |
| Saison                | Club                  | Division              | M.          | B.          | M.                    | B.                    | M.    | B.    |
| 2021-2022             | Nîmes Olympique       | Ligue 2               | 30          | 1           | 3                     | 0                     | 33    | 1     |
| 2022-2023             | Nîmes Olympique       | Ligue 2               | 15          | 0           | 1                     | 0                     | 16    | 0     |
| 2023-2024             | Nîmes Olympique       | National              | 16          | 2           | 3                     | 0                     | 19    | 2     |
| Total sur la carrière | Total sur la carrière | Total sur la carrière | 61          | 3           | 7                     | 0                     | 68    | 3     |